# NGC 1469
NGC 1469 is een elliptisch sterrenstelsel in het sterrenbeeld Giraffe. Het hemelobject werd op 24 februari 1886 ontdekt door de Amerikaanse astronoom Lewis A. Swift.

## Synoniemen
- PGC 14261
- UGC 2909
- MCG 11-5-4
- ZWG 305.3